# エディンバラ公
エディンバラ公（エディンバラこう、英: Duke of Edinburgh）は、スコットランドの首都エディンバラにちなむイギリスの公爵位のひとつ。1726年以来、「エディンバラ公」として4期、「グロスター＝エディンバラ公」（Duke of Gloucester and Edinburgh）として1期、計5回存在している。

## 沿革

### エディンバラ公（第1期）
1726年7月、グレートブリテン貴族の一つとして「エディンバラ公」が創設され、時の皇太子（プリンス・オブ・ウェールズ）ジョージ2世の長男フレデリック王子にこれが授けられた。フレデリックの死後、公位はその子のジョージ王子が襲爵した。このジョージ王子が1760年に国王ジョージ3世として即位すると、エディンバラ公は国王が兼ねることになり、「エディンバラ公」はいったん国民の前からその姿を消すことになった。

### グロスター＝エディンバラ公
4年後の1764年、ジョージ3世は弟のウィリアム王子に「グロスター＝エディンバラ公」を授けている。ウィリアム王子の死後は子のウィリアム・フレデリック王子が襲爵したが、彼には男子がいなかったため、その死後グロスター＝エディンバラ公位は廃絶となった。

### エディンバラ公（第2期）
下って1866年5月、「エディンバラ公」は連合王国貴族のひとつとして復活し、時の女王ヴィクトリアの次男アルフレッド王子にこれが授けられた。しかしその一人息子アルフレッド王子が父に先立って死去したため、その死後エディンバラ公位は再び廃絶となった。

### エディンバラ公（第3期）
1947年11月19日、国王ジョージ6世の長女エリザベス王女と元ギリシア王族のフィリップ・マウントバッテンの婚儀が行われると、同日フィリップには王室の一員として殿下 (HRH, His Royal Highness) の称号が与えられ、翌日「エディンバラ公爵」が授爵された。したがってこの日から1952年2月に女王として即位するまで、エリザベス王女の正式な呼称は「エディンバラ公爵夫人エリザベス王女殿下」 (HRH Princess Elizabeth, The Duchess of Edinburgh)」だった。
従属称号としてメリオネス伯爵およびグリニッジ男爵が同時にフィリップに叙爵されている。英国では、その法定推定相続人（最年長の息子）は父が持つ2番目の爵位を儀礼称号として使用する。これに従えばフィリップの長男であるチャールズ3世は、メリオネス伯爵チャールズと呼称される予定であった。しかし、「国王の女系/母系子孫は王子の称号を与えられない」という原則があったものの、チャールズは将来国王になることが確実であったため、ジョージ6世は自身の初孫でもあったチャールズを王子とする勅令を出した。王子の称号は従属称号よりも格上であるため、チャールズがメリオネス伯爵と呼称されることは一度としてなかった。
2021年4月9日にフィリップが薨去すると、チャールズが継承した。2022年9月8日にエリザベス女王が崩御するとチャールズが国王チャールズ3世として即位したため、エディンバラ公位は王冠に統合された。

### エディンバラ公（第4期）

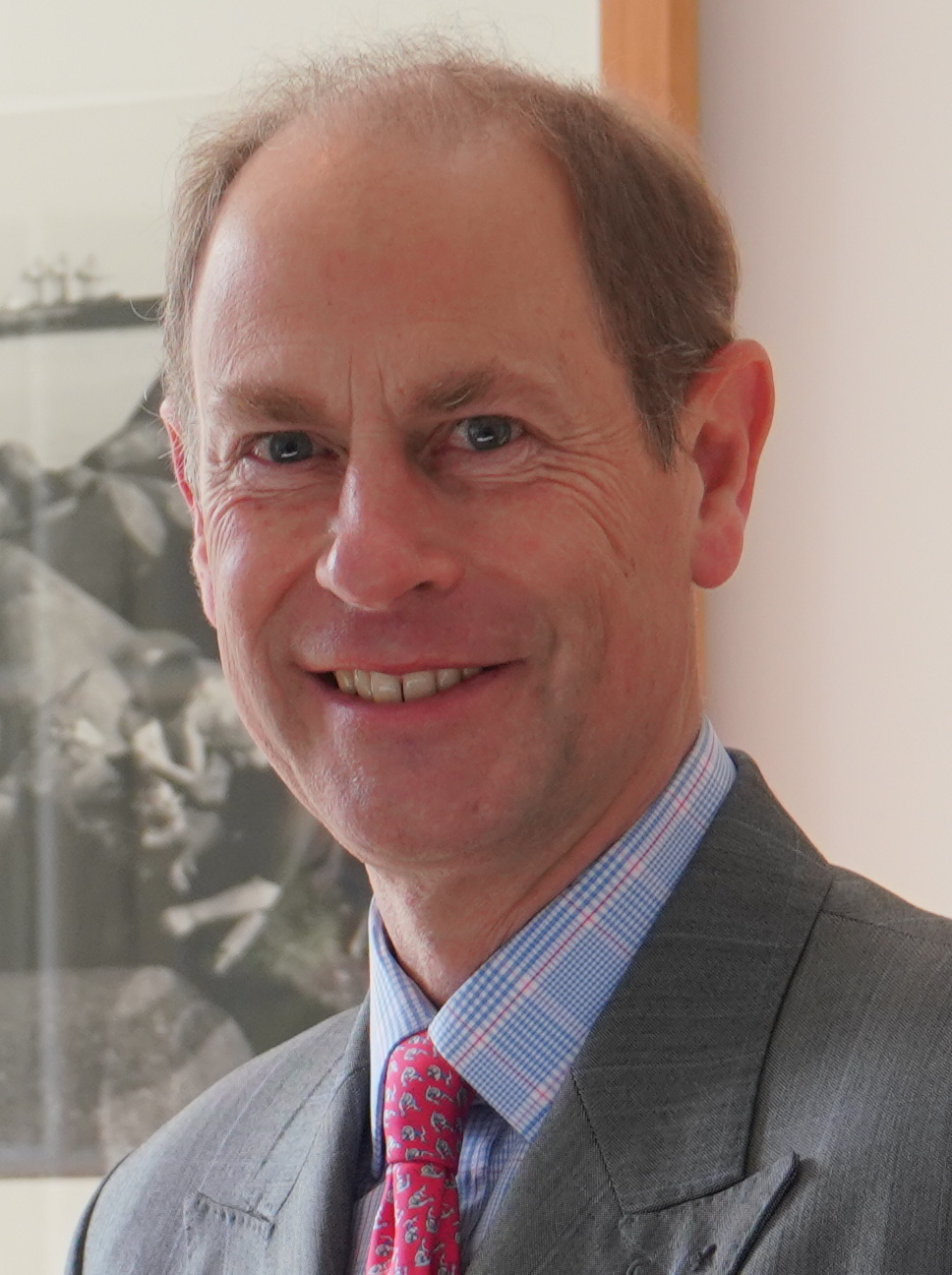
エドワード王子、2022年11月4日撮影。

エリザベス女王とエディンバラ公の三男エドワード王子は、1999年の結婚時に王子としては異例の伯爵位（ウェセックス伯）を授けられているが、これはエドワード王子が近い将来エディンバラ公位を授けられることが予定されたためである。すなわち、フィリップの死後エディンバラ公位はその長子であるチャールズ皇太子によって継承されるが、チャールズはいずれ国王となることからエディンバラ公位は王冠に統合される。そのあかつきに、王弟たるエドワード王子にあらためてエディンバラ公を授けるというもので、これも1999年の結婚時に発表されている。
2021年にフィリップが薨去し、2022年に公爵位の継承者チャールズ3世が国王に即位したことで、公爵位の王冠への統合は現実のものとなった。
2023年3月10日、チャールズ3世はエドワード王子にエディンバラ公爵位を授与した。なおこのエディンバラ公爵位はエドワード王子一代のもので世襲しない。将来、エドワード王子の薨去にともない王冠に返還される。